# Protorohippus
Protorohippus é um gênero extinto da família Equidae que viveu no Eoceno da América do Norte.

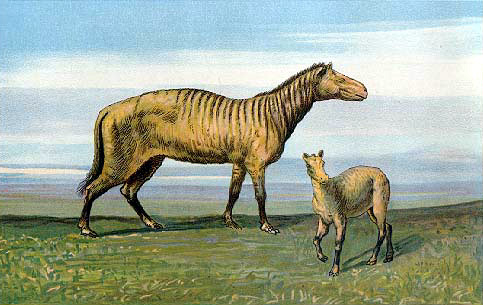
Restauração

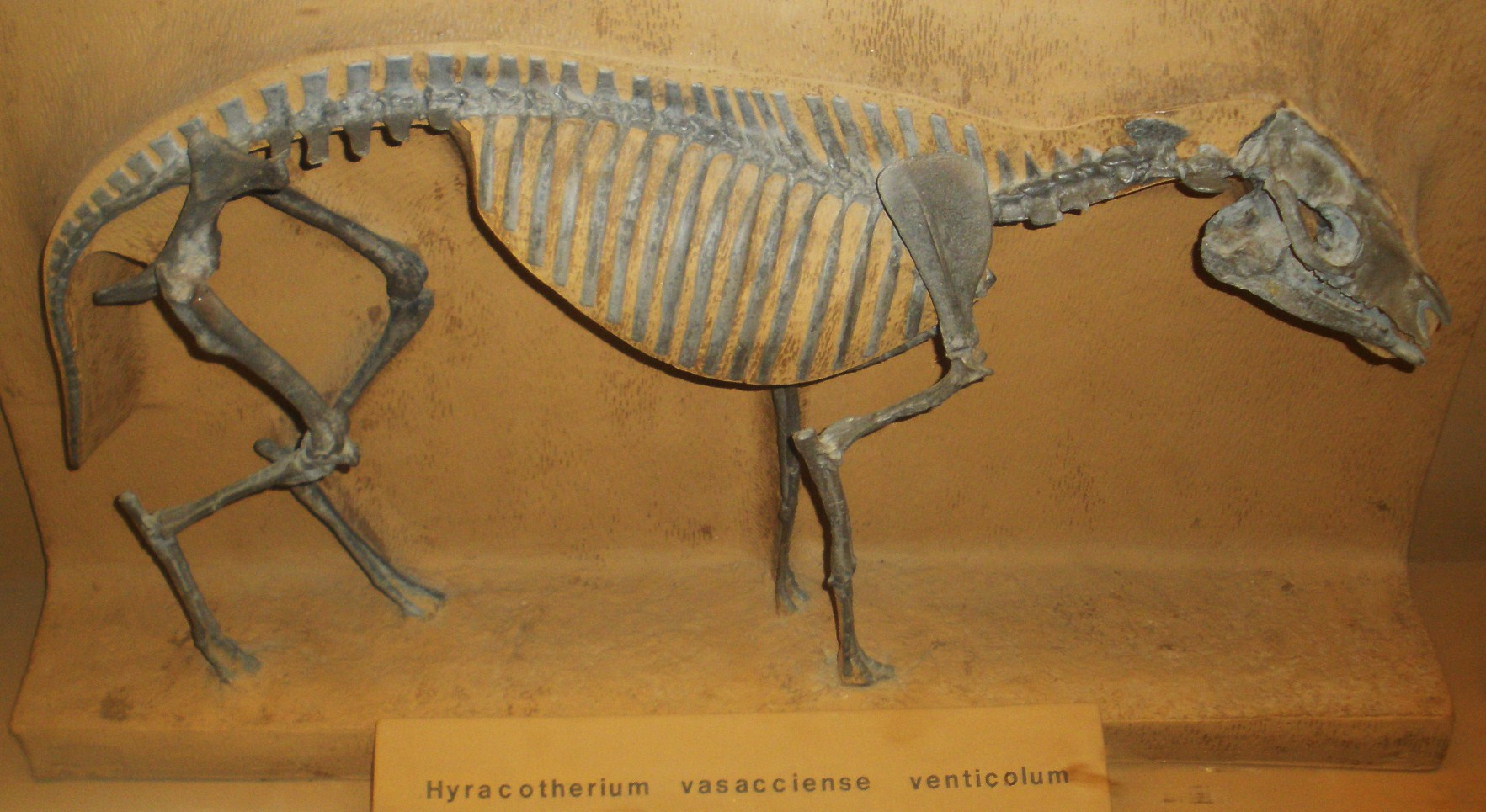
Esqueleto